# Álvaro Saborío
Álvaro Saborío   (Quesada, 25 de març de 1982) fou un futbolista costa-riqueny de la dècada de 2000. Fou 108 cops internacional amb la selecció de Costa Rica. Pel que fa a clubs, destacà a Saprissa, FC Sion i Real Salt Lake.